# Symbellia decempunctata
Symbellia decempunctata är en insektsart som beskrevs av Marius Descamps 1964. Symbellia decempunctata ingår i släktet Symbellia och familjen Euschmidtiidae. Inga underarter finns listade i Catalogue of Life.